# Cabana de la Coromina
La Cabana de la Coromina és una obra de Tavertet (Osona) inclosa a l'Inventari del Patrimoni Arquitectònic de Catalunya.

## Descripció
Edifici agrícola de petites dimensions dins del nucli urbà. Son tres murs de pedra paral·lels, les parets exteriors més un al mig, i un mur de tancament al fons. Està dividit es dues plantes per unes taules de fusta. La coberta és a dues vessants sustentat per bigues de fusta.